# Chloridusa viridiaurea
Chloridusa viridiaurea är en spindelart som beskrevs av Simon 1902. Chloridusa viridiaurea ingår i släktet Chloridusa och familjen hoppspindlar. Inga underarter finns listade i Catalogue of Life.